# Pierre-Jean Rémy
Jean-Pierre Angremy, mais conhecido como Pierre-Jean Rémy (Angolema, 21 de março de 1937 — 27 de abril de 2010), foi um diplomata, romancista e ensaista francês.
Foi eleito para a cadeira 40 da Academia Francesa, em 16 de junho de 1988.

## Obras

### Com o nome de Jean-Pierre Angremy
- 1962 Et Gulliver mourut de sommeil (Julliard)[2], réédité en 1999 sous le pseudonyme de Pierre-Jean Rémy[3]

### Com o pseudónimo de Pierre-Jean Remy
- 1963 Midi ou l'Attentat (Julliard)
- 1971 Le Sac du palais d'été (Gallimard)
- 1972 Urbanisme (Gallimard)
- 1973 Les Suicidés du printemps
- 1973 Une mort sale (Gallimard)
- 1973 La Vie d'Adrian Putney, poète (Gallimard)
- 1974 Ava (Gallimard)
- 1974 Mémoires secrets pour servir à l'histoire de ce siècle (Gallimard)
- 1974 La Mort de Floria Tosca (Mercure de France)
- 1975 Rêver la vie (Gallimard)
- 1976 La Figure dans la pierre (Gallimard)
- 1977 Les Enfants du Parc (Gallimard)
- 1977 Si j’étais romancier (Garnier)
- 1977 Chine, un itinéraire (Olivier Orban)
- 1978 Callas, une vie (Ramsay)
- 1978 Les Nouvelles Aventures du chevalier de la Barre (Gallimard)
- 1979 Cordelia, ou l'Angleterre (Gallimard)
- 1979 Orient-Express I (Albin Michel)
- 1979 Don Giovanni, Mozart, Losey (Albin Michel)
- 1979 La Petite Comtesse (Le Signe)
- 1980 Salue pour moi le Monde (Gallimard)
- 1980 Pandora (Albin Michel)
- 1981 Un voyage d'hiver (Gallimard)
- 1982 Don Juan (Albin Michel)
- 1983 Le Dernier Été (Flammarion)
- 1983 Mata Hari (Albin Michel)
- 1984 Comédies italiennes (Flammarion)
- 1984 Orient-Express II (Albin Michel)
- 1985 La Vie d’un héros (Albin Michel)
- 1985 Le Vicomte épinglé (Gallimard)
- 1986 Une ville immortelle (Albin Michel) (Grand prix du roman de l'Académie française)
- 1987 Des châteaux en Allemagne (Flammarion)
- 1988 Annette, ou l’éducation des filles (Albin Michel)
- 1989 Bastille, rêver un Opéra. (Plon)
- 1989 Toscanes (Albin Michel)
- 1990 Chine (Albin Michel) (Prix Amerigo-Vespucci)
- 1991 De la photographie considérée comme un assassinat (Albin Michel)
- 1991 L’Autre Éducation sentimentale (Odile Jacob)
- 1991 Pays d’âge, poèmes (Maeght)
- 1992 Algérie, bords de Seine (Albin Michel)
- 1993 Qui trop embrasse (Albin Michel)
- 1994 Un cimetière rouge en Nouvelle-Angleterre
- 1994 Londres, un ABC romanesque et sentimental (Jean-Claude Lattès)
- 1995 Désir d’Europe (Albin Michel)
- 1997 Le Rose et le Blanc (Albin Michel)
- 1997 Retour d'Hélène (Gallimard)
- 1997 Mes grands bordeaux (Albin Michel)
- 1998 Aria di Roma (Albin Michel)
- 1999 La Nuit de Ferrare (Albin Michel)
- 2000 Demi-siècle (Albin Michel)
- 2001 État de grâce (Albin Michel)
- 2001 Dire perdu (Gallimard)
- 2001 Trésors et secrets du Quai d'Orsay (Jean-Claude Lattès)
- 2002 Berlioz (Albin Michel)
- 2002 Les Belles du Moulin Rouge (Le Cherche-Midi)
- 2003 Pygmalion (Maeght)
- 2004 Dictionnaire amoureux de l'Opéra (Plon, coll. « Dictionnaire amoureux »)
- 2004 Chambre noire à Pékin (Albin Michel)
- 2005 Un grand homme (Albin Michel)
- 2006 Chu Teh-Chun (Albin Michel)
- 2007 Diplomates en guerre (Jean-Claude Lattès)
- 2007 Le Plus Grand Peintre vivant est mort (Le Seuil)
- 2008 La Chine : journal de Pékin (1963-2008) (Odile Jacob)
- 2008 Karajan : la biographie (Odile Jacob)
- 2008 Villa Médicis : journal de Rome (Odile Jacob)
- 2010 Voyage présidentiel (Le Seuil)

### Com o pseudónimo de Nicolas Meilcour
- 1969 Rose et Carma (Christian Bourgois), romances eróticos

### Com o pseudónimo de Raymond Marlot
- 1971 Gauguin à gogo (Denoël, collection Crime-club), romance policial
- 1972 Les Suicidés du printemps (Denoël, collection Crime-club), romance policial

### Com o pseudónimo de Pierre Lempety
- 1975 Carnets de Jeanne (Denoël)